# 82ª Brigata d'assalto aereo "Bucovina"
L'82ª Brigata d'assalto aereo autonoma "Bucovina" (in ucraino 82-га окрема десантно-штурмова Буковинська бригада?, 82-ha okrema desantno-šturmova Bukovyns'ka bryhada, unità militare A2582) è un'unità di fanteria aviotrasportata delle Forze d'assalto aereo ucraine con base a Černivci.

## Storia
La brigata è stata fondata il 2 settembre 2022, venendo però effettivamente costituita a partire da febbraio 2023 come parte dell'espansione dell'esercito ucraino in previsione della controffensiva estiva, sulla base del 3º Gruppo tattico di battaglione dell'80ª Brigata d'assalto aereo e di elementi dalla 25ª Brigata aviotrasportata che si sono addestrati nel Regno Unito con i carri armati Challenger 2. Era previsto facesse parte insieme ad altre 8 nuove brigate del 10º Corpo operativo, equipaggiato ed addestrato principalmente grazie agli aiuti occidentali e destinato alle operazioni offensive. Si tratta di un'unità d'élite equipaggiata con i migliori veicoli disponibili, che avrebbe dovuto fungere da punta di lancia dell'attacco ucraino. Oltre ai carri, ha ricevuto 90 veicoli da combattimento ruotati Stryker per tre battaglioni motorizzati e 40 cingolati Marder per un battaglione meccanizzato.
La brigata è stata inizialmente mantenuta in riserva, tuttavia fra luglio e agosto i piloti di droni d'attacco dell'unità sono entrati in azione colpendo veicoli da combattimento russi. Intorno alla metà di agosto la brigata è stata schierata al fronte per la prima volta, entrando in combattimento durante la conquista di Robotyne insieme alla 46ª Brigata aeromobile e alla 47ª Brigata meccanizzata. È stata inoltre impiegata negli assalti a Quota 166, il punto più sopraelevato dell'intero settore a nord di Tokmak e fondamentale per le future operazioni offensive. All'inizio di settembre, grazie alla penetrazione ottenuta dalla 46ª Brigata a sud di Robotyne, è riuscita ad oltrepassare le fortificazioni russe della cosiddetta "Linea Surovikin" e raggiungere il villaggio di Verbove. Il 20 settembre, nonostante il dispiegamento della 7ª e della 76ª Divisione d'assalto aereo dalla riserva strategica russa, la brigata ha oltrepassato la linea fortificata anche con i propri mezzi corazzati. Nei mesi autunnali la controffensiva ucraina nella regione di Zaporižžja si è sostanzialmente fermata e i combattimenti hanno assunto una natura posizionale.
Il 21 novembre, in occasione della Giornata delle Forze Aviotrasportate, la brigata ha ricevuto dal presidente ucraino Zelens'kyj la bandiera di guerra. All'inizio di gennaio 2024 la brigata ha catturato un tratto di trincee russe, conquistando così le colline di Quota 161, 162 e 166, nell'ambito di continui attacchi e contrattacchi che hanno spostato la linea del fronte avanti e indietro a sud di Robotyne. In seguito all'inizio della nuova offensiva russa nella regione di Charkiv, a maggio 2024 elementi della brigata sono stati trasferiti sul nuovo fronte, venendo schierati a Vovčans'k, mentre parte della brigata è rimasta in riserva nel settore di Robotyne. I reparti meccanizzati hanno quindi difeso la cittadina, respingendo numerosi assalti nemici e riconquistandone la parte nordorientale con un contrattacco il 23 maggio. Durante le settimane successive la brigata ha continuato a combattere in città, fermando ogni avanzata nemica a nord del fiume Vovča e permettendo alla 36ª Brigata fanteria di marina di intrappolare circa 400 soldati russi all'interno dell'impianto industriale PJSC Volčans'kyj.
A partire dal 6 agosto l'82ª Brigata ha preso parte all'offensiva ucraina nell'oblast' di Kursk, occupando diversi insediamenti oltre il confine russo e avanzando in direzione di Korenevo. L'11 agosto, dopo aver fissato in combattimento la guarnigione della cittadina, elementi della brigata l'hanno aggirata da nord conquistando il villaggio di Tolpino. Il 24 agosto, in occasione del Giorno dell'indipendenza dell'Ucraina, la brigata è stata intitolata alla Bucovina, regione storica ucraina sede dell'unità. Intorno a metà settembre l'unità è stata impiegata insieme alla 22ª Brigata meccanizzata in diversi contrattacchi sui fianchi esposti della penetrazione russa nell'area di villaggio di Snagost', infliggendo gravi perdite alla 155ª Brigata fanteria di marina e al 51º Reggimento della 106ª Divisione aviotrasportata. Nelle settimane successive l'unità, insieme alla 95ª Brigata d'assalto aereo ed elementi della 47ª Brigata meccanizzata e della 36ª Brigata fanteria di marina, ha inflitto ulteriori perdite alla 155ª Brigata russa nel corso di diversi scontri nell'area fra Sudža e Korenevo. All'inizio di febbraio 2025 elementi della brigata e del 78º Reggimento d'assalto aereo hanno lanciato un attacco a est di Sudža, aggirando le posizioni dell'11ª Brigata d'assalto aereo russa nei pressi di Ulanok e infliggendo gravi perdite ai reparti avversari, rimasti isolati e senza supporto, e catturando diversi prigionieri.
Nell'aprile 2025, in seguito alla riforma delle Forze armate ucraine che ha portato alla creazione dei comandi intermedi di corpo d'armata, sulla base dell'82ª Brigata è stato costituito l'8º Corpo d'assalto aereo, il cui comando è stato assegnato al comandante della brigata, colonnello Dmytro Vološyn. Alla fine di maggio elementi della brigata, in particolare del 3º Battaglione, sono stati trasferiti a rinforzare il settore a ovest di Torec'k. Ad agosto 2025 la brigata è stata impiegata, insieme alla 93ª Brigata meccanizzata e alla 12ª Brigata operazioni speciali "Azov", per fermare la penetrazione effettuata dalla 132ª Brigata fucilieri motorizzata ed altre unità russe a est di Dobropillja, riuscendo a circondare e distruggere alcuni gruppi di ricognizione e sabotaggio presso il villaggio di Kučeriv Jar.

## Struttura
- Comando di brigata[41]
- 1º Battaglione d'assalto aereo
- 2º Battaglione d'assalto aereo
- 3º Battaglione d'assalto aereo
- 4º Battaglione aeromobile
- Compagnia corazzata (Challenger 2)
- Unità da ricognizione aerea "Wild Division"
- Gruppo d'artiglieria
  - Battaglione artiglieria campale (M119)
  - Battaglione artiglieria semovente (M109)
- Battaglione artiglieria missilistica contraerei
- Battaglione genio
- Compagnia ricognizione
- Compagnia logistica
- Compagnia manutenzione
- Compagnia comunicazioni
- Compagnia radar
- Compagnia difesa NBC
- Compagnia medica

## Simboli
Lo stemma della brigata, come tutti quelli delle Forze d'assalto aereo, ha come colore dominante l'amaranto, simbolo della forza armata. Al centro vi è raffigurato un falco argentato con le ali spiegate e le zampe dorate, che simboleggiano la forza e la prontezza alle missioni di combattimento. Il falco, simbolo di grandezza, giustizia e abilità militare, richiama la bandiera dell'oblast' di Černivci dove ha sede l'unità, ed è inoltre considerato il talismano della regione della Bucovina alla quale la brigata è intitolata.

## Comandanti
- Colonnello Pavlo Rozlač (febbraio 2023 - luglio 2024)[43]
- Colonnello Dmytro Vološyn (luglio 2024 - aprile 2025)[44]
- Tenente colonnello Volodymyr Hucul (aprile 2025 - in carica)[45]